# 호조 도키무네
호조 도키무네(일본어: 北条 時宗, 1251년 ~ 1284년)는 가마쿠라 막부 제8대 싯켄(執權; 쇼군의 섭정)이다.
5대 싯켄 호조 도키요리(北条時頼)의 적장자로 태어나 불과 17세의 나이로 싯켄에 취임하였다. 그의 재임 기간 동안 원(元)의 공격을 2번이나 받았으며, 항쟁의 중심 인물로 활동하였다.
1282년 중국에서 무가쿠 소겐(無学祖元) 선사를 초청하고 사찰 엔가쿠지(円覚寺)를 창건하여 일본에 선종이 전파되는 데 공헌하였다.

## 생애

### 출생에서 싯켄 취임까지
겐초(建長) 3년(1251년) 5월 15일, 사가미국(相模國)의 가마쿠라, 아다치씨(安達氏)의 저택에서 태어났다. 이복형 홋슈마루(寶壽丸, 원복한 뒤의 이름은 도키스케, 時輔)가 있었지만, 홋슈마루가 측실의 아이(서자)였던 관계로 그가 후계자로 지명되었다.
고겐(康元) 2년(1257년), 쇼군노고쇼(將軍御所)에서 당시의 쇼군 무네타카 친왕(宗尊親王)을 모시고 원복을 행한 뒤, 그의 이름자 하나인 '무네(宗)'를 받아, 사가미타로(相模太郞) 도키무네(時宗)라 자칭하게 되었다. 도키무네의 원복은 호조 일문이나 여러 문신들이 참석한 성대한 의식으로 이복형 도키스케가 원복을 치를 때와는 비교도 할 수 없는 규모였다. 이때의 원복은 도키무네가 명실공히 호조 집안의 차기 도료라는 사실을 주지시키는 사건이었다. 쇼카(正嘉) 원년 6월 23일에는 무네타카 친왕이 피서를 위해 도키무네가 사는 야마노우치(山ノ内)의 천정(泉亭)에 내방하고 있다.
분오(文應) 원년(1260년), 쇼군의 봉공 등을 담당하는 고사무라이도코로(小侍所)의 벳토(別當)로 취임했다. 당시 이미 호조 사네토키(北條實時)가 고사무라이도코로의 벳토의 자리에 있었으므로 벳토를 따로 더 두지 않아도 되었지만, 도키무네의 취임 이후로는 여러 명의 벳토를 임명하는 것이 관행이 된다. 이것은 이미 사네토키가 벳토 자리에 있는 상황에서 도키무네가 또 벳토로 취임한 것을 정당화하기 위한 관례화였다. 또한 도키무네의 고사무라이도코로 입소는 장래 싯켄이 될 그에게 경험을 쌓게 하기 위한 아버지 도키요리의 배려였다. 마찬가지로 고사무라이도코로의 벳토였던 사네토키는 마음씀이 풍부한 교양 깊은 인물이었고, 도키무네는 그로부터 지도를 받으며 인격을 형성해나갔다고 여겨진다.
고초(弘長) 원년(1261년) 4월에 아다치 요시카게의 딸인 호리우치도노(堀内殿)와 결혼했다. 고쿠라쿠지(極樂寺)에서 열린 무예 대회에서 무네타카 친왕으로부터 칭찬받았다는 일화도 있다. 분에이(文永) 원년(1264년) 7월, 6대 싯켄이었던 호조 나가토키(北條長時)가 출가하고, 마사무라(政村)가 7대 싯켄이 되면서, 8월에 도키무네는 싯켄의 보좌인 렌쇼(連署)로 취임한다. 그때 그의 나이 열네 살이었다. 싯켄 마사무라나 일족의 중진이었던 호조 사네토키와도 협력해, 분에이 3년(1266년)에 막부 전복을 계획했다는 혐의를 받은 무네타카 친왕의 쇼군직 폐위와 교토 송환, 고레야스 친왕(惟康親王) 쇼군 옹립 등을 주도했다.

### 몽골에 대한 대응 그리고 서거까지
분에이 5년(1268년)은 쿠빌라이 칸이 몽골 제국(元)의 대칸으로 즉위하고 8년이 지난 해였다. 그 해 정월, 몽골의 국서를 가지고 일본의 다자이후(大宰府)를 방문한 고려의 사절을 통해, 몽골 제국에의 복속을 요구하는 내용의 국서가 가마쿠라로 전달되었다. 그로부터 두 달 뒤인 3월 5일에 도키무네는 마사무라로부터 싯켄직을 물려받아 제8대 싯켄이 된다. 그의 나이 열여덟 살이었다. 도키무네는 일본의 굴복을 요구하는 쿠빌라이의 국서를 보고 격노했다. 만약 쿠빌라이에게 굴복해 그의 휘하로 들어간다면 가마쿠라 막부 체제는 당장 붕괴할 게 뻔했기 때문이다. 호시탐탐 기회를 노리고 있는 교토의 천황 조정은 쿠빌라이의 책봉을 받아 세력을 만회하고, 반(反)호조 무사들도 몽골이란 ‘호랑이의 위세’를 빌려 호조 가문 타도에 나설 우려가 있었다. 도키무네는 선대 싯켄 마사무라나 호조 사네토키ㆍ아다치 야스모리(安達泰盛)ㆍ다이라노 요리츠나(平賴綱) 등과 함께 몽골의 국서에 대한 대응 및 대외 문제를 협의하면서, 이국에 대한 경고 체제의 강화 및 전국의 지샤로 하여금 '적국항복'의 기도를 올리게 했다. 분에이 8년(1271년), 몽골의 사절이 다시 일본을 방문해 무력 침공을 경고했을 때에도, 쇼니씨(少貳氏) 집안을 필두로 하는 사이고쿠(西國) 지역의 고케닌(御家人)들에게 전쟁 준비를 갖추게 하고 있다.
또한 호조 총령가인 도쿠소케(得宗家)의 권력을 반석에 올리고자 분에이 9년(1272년)에는 로쿠하라 단다이(六波羅探題)의 남방의 벳토직으로 조정과 가까운 입장이었던 이복형 도키스케나(그는 아우가 자신을 제치고 싯켄이 된 것을 못마땅하게 생각하고 있었다), 일족의 효죠슈(評定衆) 호조 도키아키라(北條時章, 나고에 도키아키라)ㆍ노리토키(敎時, 나고에 노리토키) 형제를 주살한다(2월 소동). 분에이 11년(1274년)에는 '입정안국론(立正安國論)'을 막부에 상정한 승려 니치렌(日蓮)을 사도(佐渡)로 유배보내기도 했다.
분에이 11년(1274년), 마침내 몽골군은 일본을 침공했다.(일본 역사에서 말하는 '겐코우元寇'이다.) 이 때의 일본군은 몽골군의 집단 전법이나 화약 같은 신병기 등에 고전했지만, 난데없는 폭풍(훗날 '가미카제(神風)'라 불리게 되는)과 지휘관들의 방침 분열로 몽골군이 철수하면서 전면적 전투는 치르지 않았다. 제1차 원정을 물리친 도키무네는 의기양양하여 다음 해, 항복을 권하는 사절 두세충(zh:杜世忠) 등이 일본을 방문했을 때, 도키무네는 가마쿠라에서 접견한 뒤 그들을 모두 처형해버렸다. 고안(弘安) 2년(1279년)에 일본을 방문한, 일본과 우호적이었던 남송의 옛 신하 주복(周福) 등 사절도 가마쿠라에 들이지도 않고 바로 다자이후에서 처형시켰다. 이러한 처형에는 몽골(원)에 대한 시위 행동의 의도도 있었다.
도키무네나 막부의 지도부는 처음에는 몽골이 일본 공격의 전초기지로 삼고 있는 고려로의 출병까지 염두에 두었던 것 같지만, 군비 등을 감안한 끝에 결국 중지되었고 대신 이국경고번역(異国警固番役)이나 나카토단다이(長門探題)를 새롭게 설치해, 고케닌 뿐만 아니라 비고케닌까지 동원해 분에이의 역(제1차 일본원정)을 교훈으로 삼아, 처음 몽골군이 상륙했던 규슈의 하카타 만 기슭에 방루를 구축하는 등 국방 강화에 전념했다. 또한 호조 일족의 사람을 잇따라 규슈 등지의 슈고(守護)로 임명하고 있다.
고안 4년(1281년)의 고안의 역(제2차 일본원정)에서는 도키무네의 이름으로 발호된 작전 지시에 따라 도쿠소히칸(得宗被官)이 전장에 파견되어 지휘를 맡았다. 몽골군은 방루에 가로막혀 상륙할 지대를 찾지 못해 고생했고, 더욱이 내륙에 진을 치고 규슈 무사에 혼슈 무사들까지 방어에 동원한 일본군의 저항에 고전하다 결국 또 다시 폭풍우 때문에 괴멸당했다. 이렇게 도키무네는 몽골군의 침공이라는 국난을 성공적으로 막아내긴 했지만, 전후에 참전한 고케닌들에 대한 은상 문제 등이 발생하거나 또다시 있을지 모를 몽골군의 침공에 대비해 재차 국방을 강화해야 하는 등의 난제가 남아 있었다.
이후 몸이 점점 약해져 고안 7년(1284년)에는 이미 병상에 눕게 되었다고 여겨지는데, 4월 4일에 출가하여 같은 날 34세의 나이로 병사한다.(사인은 결핵 또는 심장병이었다고 한다) 그 자신이 직접 열었던 가마쿠라 야마노우치의 서록산(瑞鹿山) 엔가쿠지(円覺寺)에 묻혔다.

## 인물
도키무네 자신이 선종(禪宗)에 귀의하는 등 믿음이 깊었다고 전하며, 특히 선종은 아버지 도키요리와 평소 교우관계였던 란케이 도류(蘭渓道隆), 남송(南宋)에서 일본을 방문한 고탄 후네이(兀庵普寧)ㆍ다이쿄우 쇼넨(大休正念) 등에게서 가르침을 받고 있었다. 란케이 도류가 사망하자 고승을 초청하기 위해 중국에 사자를 파견해 무가쿠 소겐(無學祖元)을 초빙했다. 또한 닌쇼(忍性)의 자선 활동을 지원했다고도 한다. 소겐이 창시한 가마쿠라의 엔가쿠사의 개조로서 엔가쿠사를 간토의 기도도량으로 삼아 오와리 국의 부전장을 기진했다. 구마모토현 미나미오구니마치의 만겐사(滿願寺)에는 도키무네를 그렸다고 여겨지는 선종 고승의 초상화가 소장되어 있는데 기실 그려져 있는 것은 딴사람이라는 설도 있다. 또한 《일편상인회전(一遍上人繪傳)》에도 도키무네의 초상화가 실려 있다.

## 평가
아버지 호조 도키요리에 비하면 도키무네는 전해지는 전설이나 일화가 그리 풍부하지 않다. 그에 대한 논평이 본격적으로 이루어지기 시작하는 것은 근세에 들어서이다. 일본 역사상 초유의 국난이었던 몽골의 침공을 막아낸 업적을 예찬하느냐 비난하느냐는 평가하는 사람의 해석에 의지하는 경향이 높다.
대부분의 긍정적인 평가는 오늘날 알려진 대로 '이적'(夷狄) 몽골을 두 차례나 격퇴했다는 업적에 집약되어 있는데, 속국이 될 것을 강요하는 몽골로부터의 통지에 침략의 의도가 있었던 것과 그 사신을 받아들이지 않고 참살한 것을 그대로 받아들이는 전제에 입각한다. 《마스카가미》(增鏡)에서 명군으로 칭송받고 있는 것 외에도, 가마쿠라 막부의 싯켄 호조 일문에 대해 (야스토키를 제외하면) 대체로 혹평 일색이었던 아라이 하쿠세키가 《독사여론》에서 지묘인 왕통과 다이카쿠지 왕통이 교대로 즉위하도록 도모해 왕실을 어지럽힌 것과 쇼군 무네타카 친왕을 내쫓고 자신의 형 도키스케를 죽인 점 등을 인륜에 맞지 않는 일이라고 혹평하면서도 "원의 대군이 빈번하게 우리나라에게 습격해온 것을 자신은 가마쿠라에 있으면서 격파하였다는 이 한 가지 점에 대해서는 그의 도량을 평가하지 않으면 안 된다"고 하였고, 국학자의 관점에서 조큐의 난을 일으켜 세 명의 천황을 유배보낸 호조 집안을 역적이라 몰아붙였던 모토오리 노리나가(本居宣長)조차도 도키무네에 대해서는 긍정적으로 평가한다. 미토 번에서 발행한 《대일본사찬수》(大日本史贊藪)에서도 전면적으로 도키무네의 공적이 예찬되고 있다. 이밖에 에도 시대의 시인 라이 산요도 도키무네를 예찬하고 있다. 중세부터 근세에 이르기까지 부정적인 평가는 그다지 찾아보기 어렵다. 에도 시대의 국학자 다치바나 모리베(橘守部)는 몽골 침공을 두고 "조정을 억누르려는 호조씨와 몽골이 결탁한 자작극"이라 가정하며 도키무네를 탄핵하고 있지만, 이러한 모리베의 평가도 황당무계한 추측에 불과한 것으로 그리 눈여겨 볼 가치는 없다고 보인다.(그가 이러한 황당 무계인 진설을 제창한 배경에는 라이벌이었던 모토오리 노리나가에 대한 반감이 포함된 것이라는 지적이 있다)
에도 막부 말기, 무력에 밀린 반강제적 개항과 불평등 조약, 그리고 여러 구미 열강과의 절충으로 분규하면서 일본 내에서 존왕양이의 기풍이 높아지게 되고, 호조 도키무네에 대한 예찬의 논조들은 갑작스레 상승세로 치솟았다. 메이지 시대에는 '원구수난자(元寇受難者)'에 대한 추증 과정에서 도키무네에게도 종1위가 추증되었고, 유치 다케오(湯地丈雄)에 의해 원구기념비가 설립되었다. 일본이 한창 군국주의로 치닫을 무렵의 황국사관에서 도키무네에 관한 논고는 한층 활발하게 발표되어 그에 대한 평전도 많이 저술되었다.
그러나 패전 이후, 당시 세계 최강의 제국이었던 몽골의 사절을 살해하여 대일 교섭을 결렬시키는 등 철저한 항전자세를 취한 도키무네의 태도는 국제 정세를 전혀 파악하지 못한 무지에 기인하는 것으로 호조 도키무네는 거칠고 난폭한 자라는 비난이 일게 되었다.(이러한 부정적인 평가에 대해서는 몽골이 고려에서 행한 통치를 생각할 때 오히려 타당한 것이 아니었느냐는 반론도 있다.) 또한 가마쿠라 막부가 처음부터 무단적 성격을 가진 무사들에 의해 수립된 정권이라는 점에서 철저항전의 자세란 그들에게는 당연한 것이었다. 일본의 NHK 방송국에서 제작한 역사 다큐멘터리 「그 때, 역사는 움직였다」(원제: その時歴史が動いた)에서도 "호조 도키무네의 존재는 일본의 글로벌화를 늦추고 세계로부터 뒤쳐지는 결과가 되었다"고 결론짓는 등, 현재까지도 비난을 받곤 한다.
그의 업적을 논하자면 비정하고, 전제적인 정치가이자 권력자로서의 측면은 무시할 수 없겠지만, 한편으로는 독실한 선종 신자로서 가족에 대해서는 온정으로 대했다. 내정에서는 나날이 세분화되는 고케닌들의 영지 문제나 몽골 침공의 사후 처리에 쫓겼다. 또한 몽골 침공 이후, 내정ㆍ외교 양면에서 교토 조정으로부터 주도권을 잡게 되었다. 이를 계기로 가마쿠라 막부는 단순한 군정 조직으로서의 '막부'에서 전국적인 국가 조직으로서의 색채가 진해져갔다는 설이 있다.

## 관련 작품

### 드라마
- 《호조 토키무네》 (2001년, NHK 대하드라마) - 이즈미 모토야 (주연, 어린 시절 ~ 소년기:코이케 죠타로 → 아사리 요스케)